# Archidiocèse de Lubango
L'archidiocèse métropolitain de Lubango est l'un des cinq archidiocèses de l'Angola, qui recouvre la partie méridionale du pays. Son siège est à Lubango, la septième ville du pays par le nombre d'habitants et la capitale de la province de Huila. 
Après avoir porté le nom de diocèse de Sá da Bandeira de 1955 à 1977 (il dépendait alors de l'archidiocèse métropolitain de Luanda), il a été érigé en archidiocèse le 3 février 1977. Ses diocèses suffragants sont Menongue, Ondjiva et, depuis 2009, Namibe. 

## Historique
Le diocèse de Sá da Bandeira est établi en 1955 à partir d'une partie du territoire du diocèse de Nova Lisboa. En 1975, il perd une partie de son propre territoire pour établir le diocèse de Serpa Pinto.
En 1977, le diocèse est promu archidiocèse métropolitain et change de nom pour devenir l'archidiocèse de Lubango. Il a alors deux suffragants : Pereira de Eça (aujourd'hui diocèse d'Ondjiva) et Serpa Pinto (aujourd'hui diocèse de Menongue). En 2009, il perd à nouveau une partie de son territoire pour établir le diocèse de Namibe, qui devient son suffragant.

## Liste des évêques et archevêques
L'archevêque actuel est Mgr Gabriel Mbilingi.